# 487
| Calendário gregoriano                                                        | 487 CDLXXXVII                   |
| Ab urbe condita                                                              | 1240                            |
| Calendário arménio                                                           | -65 – -64                       |
| Calendário bahá'í                                                            | -1357 – -1356                   |
| Calendário budista                                                           | 1031                            |
| Calendário chinês                                                            | 3183 – 3184                     |
| Calendário copta                                                             | 203 – 204                       |
| Calendário etíope                                                            | 479 – 480                       |
| Calendários hindus - Vikram Samvat - Calendário nacional indiano - Cáli Iuga | 542 – 543 408 – 409 3587 – 3588 |
| Calendário Holoceno                                                          | 10487                           |
| Calendário islâmico                                                          | 139 BH – 138 BH                 |
| Calendário judaico                                                           | 4247 – 4248                     |
| Calendário persa                                                             | 135 BP – 134 BP                 |
| Calendário rúnico                                                            | 737                             |
| Calendário solar tailandês                                                   | 1030                            |

487 (CDLXXXVII, na numeração romana) foi um ano comum do século V do Calendário Juliano, da Era de Cristo, e a sua letra dominical foi D (53 semanas), teve início a uma quinta-feira e terminou também a uma quinta-feira. Segundo o horóscopo chinês, foi o ano do Coelho.
| Ano completo                        |
| ----------------------------------- |
| Ano comum com início à quinta-feira |

## Eventos
- Odoacro derrota o reino dos Rúgios em Nórica.
- Os Ostrogodos atacam Constantinopla.

## Mortes
- Imperador Kenzo